# Rodrigo Armando González
Rodrigo Armando González Cárdenas (Ciudad de México, 12 de abril de 1995) es un futbolista mexicano. Juega de defensa central y su actual equipo son los Correcaminos de la UAT de la Liga de Expansión MX.

## Trayectoria

### Club América
Comenzó su trayectoria en las fuerzas básicas del Club América, a la edad de 12 años donde fue seleccionado mientras participaba en las divisiones infantiles del club.
Participó en las respectivas divisiones de fuerzas básicas del Club América, iniciando en la categoría Sub-15, pasando a la categoría Sub-17 y finalmente en la categoría Sub-20.
Fue considerado en distintas ocasiones para el primer equipo del club, sin embargo no tuvo debut con el club de Coapa.

### Club Lobos BUAP
Fue cedido a préstamo al Club Lobos BUAP de la Liga de Ascenso MX para el torneo Clausura 2015, dirigidos por el argentino Ricardo Valiño, debutó el 20 de febrero de 2015 en el partido vs Coras de Tepic. 
Para el torneo Apertura 2016 regresó al Club América.

### Venados F.C.
Para el torneo Clausura 2016, fue cedido a préstamo al Club Venados F. C., dirigidos por Marcelo Michel Leaño, donde se consolidó como titular disputando tanto la Liga como la Copa MX.
Renovó su préstamo con el equipo para el torneo Apertura 2016, donde busca con su equipo el ascenso a la Liga MX.

### Club Universidad Nacional
En el Draft 2016 de la Liga MX, se confirmó su pase al Club Universidad Nacional, pero el equipo universitario decidió que siguiera en el equipo de Venados F.C. para que siguiera fogueándose y siguiera creciendo como jugador.
Para el torneo Apertura 2017, el equipo de los Pumas, lo llama para formar parte del primer equipo. Debuta en Primera División en la Jornada 6 contra Veracruz.

### Tepatitlán F.C
Luego de su paso por los Pumas, Rodrigo firma con el Tepatitlán F.C, equipo que desde la temporada 2020-2021 juega en la Liga de Expansión MX, en dicha temporada logró el doblete quedando campeón de la Clausura 2021 y del Campeón de Campeones.

### Venados F.C. (Segunda Etapa)
Para el torneo Apertura 2021, fue traspasado al Club Venados F. C., para su segunda etapa con la escuadra del sur.

## Selección Mexicana

### Selección Mexicana Sub-18
Recibió su primera convocatoria para selecciones nacionales menores en el año de 2012, siendo considerado para la selección mexicana Sub-18, este equipo tenía como meta el Mundial Sub-20 de Nueva Zelanda en 2015.
Fue parte de varias giras por diversas partes del mundo, participando en torneos juveniles a nivel mundial y siendo campeón en Japón (Niigata Cup), Holanda (ADO Den Haag Cup) e Irlanda (Milk Cup) y China (Beijing Hyundai Tournament).

### Selección Mexicana Sub-20
Fue considerado en 2013 a los 18 años, por Sergio Almaguer para un par de concentraciones en vísperas del Mundial Sub-20 de Turquía 2013, pero finalmente no fue considerado en el plantel definitivo para esta competencia.
Continuando su proceso como seleccionado nacional, ahora en la selección Sub-20 dirigido por Sergio Almaguer con miras al Mundial Sub-20 de Nueva Zelanda 2015.
Participa en el Campeonato de Concacaf Jamaica 2015, buscando la clasificación al mundial, terminan coronándose campeones del torneo, donde Rodrigo tuvo una actuación sobresaliente al consolidarse como titular y líder de la defensa mexicana, su actuación le dio frutos al integrar el 11 Ideal del Torneo.
Finalmente, integraría el plantel definitivo que disputó la Copa del Mundo Nueva Zelanda 2015, donde tuvo una actuación aceptable teniendo participación en los 3 encuentros del torneo en contra de Mali, Uruguay y Serbia, acabaron siendo eliminados en la fase de grupos.

### Participaciones en selección nacional
| Copa                   | Categoría | Sede          | Resultado    |
| ---------------------- | --------- | ------------- | ------------ |
| Campeonato Sub-20 2015 | Sub-20    | Jamaica       | Campeón      |
| Mundial Sub-20 de 2015 | Sub-20    | Nueva Zelanda | Primera fase |

## Palmarés

### Títulos nacionales
| Título               | Equipo         | País   | Año           |
| -------------------- | -------------- | ------ | ------------- |
| Liga de Expansión MX | Tepatitlán F.C | México | Clausura 2021 |
| Campeón de Campeones | Tepatitlán F.C | México | 2020-2021     |

### Títulos internacionales
| Título                           | Equipo | País    | Año  |
| -------------------------------- | ------ | ------- | ---- |
| Niigata Cup                      | México | Japón   | 2012 |
| ADO Den Haag                     | México | Holanda | 2013 |
| Milk Cup                         | México | Irlanda | 2013 |
| Beijing Hyundai Tournament       | México | China   | 2013 |
| Campeonato Sub-20 de la Concacaf | México | Panamá  | 2015 |